# Белобровый певчий пересмешник
Белобро́вый пе́вчий пересме́шник (лат. Mimus saturninus) — певчая птица семейства пересмешниковых.
Вид встречается в Бразилии, Боливии, Уругвае, Парагвае, Аргентине и Суринаме. Обитает на открытых местностях среди кустарников. Тело длиной до 27 см. Питается плодами, насекомыми, мелкими позвоночными. В кладке 2—3 голубых яйца.

## Описание

### Внешний вид
Белобровый певчий пересмешник — это мелкая птица и одновременно один из самых крупных представителей своего рода. Масса тела составляет от 55 до 73 г, длина — от 23 до 26 см. Лапы длинные, хвост длинный и ступенчатый. Окраска птицы сочетает разные оттенки коричневого. У номинативного подвида тёмная макушка.

### Голос
Вокализация хорошо развита. Птица может издавать как отдельные звуки, так и петь мелодичные трели. Призы́вный крик — характе́рный короткий, громкий и резкий звук.

### Питание
Птицы данного вида питаются как растительным так и животным кормом. В рацион питания входят различные насекомые и паукообразные, а также плоды, ягоды и семена.

### Размножение
Белобровые певчие пересмешники моногамны. Брачный период проходит в сентябре—январе. В строительстве гнезда могут принимать участие птицы-помощники — молодые особи и партнёры с предыдущих сезонов. 

## Распространение
Белобровые певчие пересмешники обитают в Южной Америке. Ведут оседлый образ жизни (только самые южные популяции могут иногда совершать сезонные миграции). Селятся на открытой местности, на окраинах лесов и в разреженных лесах.

## Систематика
Различают 4 подвида белобрового певчего пересмешника:
- M. s. saturninus (M. H. K. Lichtenstein, 1823)
- M. s. frater Hellmayr, 1903
- M. s. arenaceus Chapman, 1890
- M. s. modulator (Gould, 1836)

Белобровый певчий пересмешник очень схож с патагонским. Возможно эти два вида образуют подрод.